# Fabian Heinle
Fabian Heinle (Leinfelden-Echterdingen, 14 de mayo de 1994) es un deportista alemán que compite en atletismo. Ganó una medalla de plata en el Campeonato Europeo de Atletismo de 2018, en la prueba de salto de longitud.

## Palmarés internacional
| Campeonato Europeo | Campeonato Europeo | Campeonato Europeo | Campeonato Europeo |
| Año                | Lugar              | Medalla            | Prueba             |
| ------------------ | ------------------ | ------------------ | ------------------ |
| 2018               | Berlín (Alemania)  | Medalla de plata   | Salto de longitud  |